# Hội đồng Đại diện Nhân dân Khu vực Malang
Hội đồng Đại diện Nhân dân Khu vực Malang là cơ quan lập pháp nhất viện của thành phố Malang, Đông Java, Indonesia. Nó có 45 đại biểu, được bầu 5 năm một lần, cùng lúc với cuộc bầu cử lập pháp quốc gia.

## Lịch sử
Malang được chính phủ Đông Ấn Hà Lan công nhận cương vị cao khi là một đô thị tự quản vào năm 1914, với hội đồng thành phố thành lập vào ngày 6 tháng 10 năm 1914. Năm 1922, hội đồng thành phố chuyển đến địa điểm hiện đại ở Alun-Alun Tugu. Trong thời kỳ Hà Lan, hội đồng bao gồm 11 đại biểu, trong đó 8 người Hà Lan, 2 người Indonesia bản địa, ghế cuối cùng được phân bổ cho các nhóm không phải người bản địa như người Ả Rập hoặc người Hoa.
Dưới thời Indonesia độc lập, hội đồng thành phố tái lập vào năm 1950, với tư cách là cơ quan lập pháp lâm thời. Hội đồng bầu cử đầu tiên phục vụ khoảng từ năm 1951 và năm 1956.
Năm 2018, 41 trong số 45 đại biểu cơ quan lập pháp đã bị bắt giữ với cáo buộc hối lộ, trong một vụ án liên quan đến thị trưởng Mochammad Anton. Các đại biểu bị bắt với cáo buộc đã nhận các khoản thanh toán từ 12,5 đến 50 triệu Rupiah (842 đến 3.368 USD) để phê duyệt ngân sách thành phố đề xuất vào năm 2015. 40 người thay thế nhậm chức trong khoảng một tuần sau vụ bắt giữ để duy trì các chức năng của chính quyền thành phố. 40 trong số các nghi phạm bị phán quyết với các cáo buộc và nhận loạt bản án từ 4 đến 5 năm.

## Kết cấu
Trong giai đoạn 2019–2024, PDI-P là đảng lớn nhất trong cơ quan lập pháp với 12 ghế. Lãnh đạo gồm có một chủ tọa và ba phó chủ tọa.
| Giai đoạn lập pháp | Golkar | PDI-P | PPP | PAN | PKB | PD | PDS | PKPB | PKS | Hanura | Gerindra | Nasdem | PSI | Perindo | Tổng cộng |
| 2004–2009          | 5      | 12    | 1   | 5   | 8   | 7  | 2   | —    | 5   |        |          |        |     |         | 45        |
| 2009–2014          | 5      | 9     | —   | 4   | 5   | 12 | 1   | 1    | 5   | 1      | 2        |        |     |         | 45        |
| 2014–2019          | 5      | 11    | 3   | 4   | 6   | 5  |     |      | 3   | 3      | 4        | 1      |     |         | 45        |
| 2019–2024          | 5      | 12    | —   | 3   | 7   | 3  |     |      | 6   | —      | 5        | 2      | 1   | 1       | 45        |

Các đại biểu được bổ nhiệm vào một trong bốn ủy ban – Ủy ban A về chính phủ, Ủy ban B về Kinh tế và Tài chính, Ủy ban C về Phát triển và Ủy ban D về Phúc lợi Công cộng.

## Bầu cử
Trong cuộc bầu cử năm 2019, thành phố được chia thành năm khu vực bầu cử hệ thống đầu phiếu để bầu ra các thành viên cơ quan lập pháp. Các khu vực bầu cử có đường ranh giới chung với 5 khu của thành phố.